# واموش‌اوی‌فالو
واموش‌اوی‌فالو (به مجاری:  Vámosújfalu) یک منطقهٔ مسکونی در مجارستان است که در ناحیه شاروش‌پاتاک واقع شده‌است.